# أرمين ستيبانيان
أرمين ستيبانيان هو لاعب كرة قدم ومدرب كرة قدم روسي في مركز الهجوم، ولد في 30 يناير 1974. لعب مع FC Mashuk-KMV Pyatigorsk ‏.